# ارمنستان در ۲۰۲۴
ارمنستان در ۲۰۲۴ گاه‌شماری از مهم‌ترین رویدادها در سال ۲۰۲۴ در کشور ارمنستان است.

## صاحب منصبان
- رئیس‌جمهور: واهاگن خاچاطوریان
- نخست‌وزیر: نیکول پاشینیان

## رویدادها

### فوریه
- 1 فوریه - به صورت رسمی به عضویت دیوان کیفری بین‌المللی درآمد[۱].

### درگذشتگان
- ولادیمیر آتانیان
- پیش‌نویس:هاسمیک آلکسانیان
- هراند آیوازیان
- پیش‌نویس:یوری آپرسیان hy:Յուրի Ապրեսյան
- پیش‌نویس:وارتگس آواگیان hy:Վարդգես Ավագյան
- فلیکس باخچینیان
- پیش‌نویس:آرا بوگدانیان hy:Արա Բոգդանյան
- پیش‌نویس:گاری آباجیان hy:Գարրի Աբաջյան
- آرتاشس گغامیان
- پیش‌نویس:هاملت گئورگیان (دانشمند)
- پیش‌نویس:ویولتا گئورگیان
- پیش‌نویس:گاگیک گینوسیان
- آلیتا داناگولیان
- پیش‌نویس:آرمن جمانیان hy:Արմեն Զեմանյան
- گاگیک تادئوسیان
- پیش‌نویس:خورن اینجیان hy:Խորեն Ինջյան
- تادئوس وارداپت ایساهاکیان-زالکسی
- آرگ لوسینیان
- پیش‌نویس:ساموئل خالاتیان ساموئل خالاتیان
- پیش‌نویس:ادوارد خارازیان hy:Էդուարդ Խարազյան
- پیش‌نویس:روژه گاسپاریان hy:Ռոժե Կասպարյան
- پیش‌نویس:سارگیس کاریان hy:Սարգիս Կարեյան
- پیش‌نویس:خاچیک هاروتیونیان (نقاش) hy:Խաչիկ Հարությունյան (նկարիչ)
- پیش‌نویس:یورا هاروتیونیان hy:Յուրա Հարությունյան
- نونی هوگروگیان
- پیش‌نویس:نیکلای هوهانیسیان (تاریخ‌نگار) hy:Նիկոլայ Հովհաննիսյան (պատմաբան)
- پیش‌نویس:کارن ماتئوسیان (حقوقدان) hy:Կարեն Մաթևոսյան (իրավաբան)
- وازگن ماناسیان
- پیش‌نویس:روبن ماروخیان hy:Ռուբեն Մարուխյան
- پیش‌نویس:گئورگ مارتیروسیان (نوازنده ویولن) hy:Գևորգ Մարտիրոսյան (ջութակահար)
- پیش‌نویس:گریگور ملیک-سارگسیان
- سیراک ملکنیان
- یوری میناسیان
- پیش‌نویس:لارونتی میروزیان hy:Լավրենտի Միրզոյան
- پیش‌نویس:ژورا مکرتچیان hy:Ժորա Մկրտչյան
- لالا مناتساکانیان
- پیش‌نویس:موشغ جالویان-مارتیروسیان hy:Մուշեղ Չալոյան-Մարտիրոսյան
- پیش‌نویس:یوری آصلانیان hy:Յուրի Ասլանյան
- پیش‌نویس:آنا نشانیان
- گیوی شاهنازاری
- پیش‌نویس:آریس شیروانیان hy:Արիս Շիրվանյան
- گرانت واسکانیان
- پیش‌نویس:مارینا وسکانیانتس hy:Մարինա Ոսկանյանց